# Nicola Fago

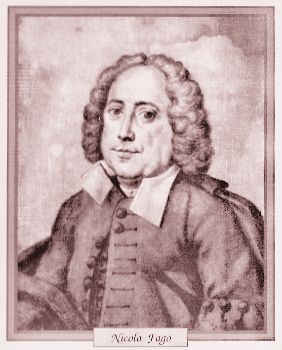
Nicola Fago

Francesco Nicola Fago (Il Tarantino; * 26. Februar 1677 in Tarent; † 18. Februar 1745 in Neapel) war ein italienischer Komponist des Barock.

## Leben
Fago war seit 1693 Schüler am Conservatorio della Pietà de’ Turchini in Neapel. Er wirkte dann von 1704 bis 1708 als Kapellmeister am Conservatorio Sant’Onofrio, von 1705 bis 1740 am Conservatorio della Pietà de’ Turchini und daneben von 1709 bis 1731 an der Capella del Tesoro di San Gennaro (im Dom von Neapel) und schließlich ab 1736 auch an San Giacomo degli Spagnuoli. Zu seinen Schülern zählten unter anderem Nicola Sala, Leonardo Leo und Niccolò Jommelli.
Neben mehreren Opern komponierte er kirchenmusikalische Werke, darunter Kantaten, ein Stabat mater, ein Te Deum und mehrere Oratorien.

## Werke (Auswahl)
- Il Radamisto, Dramma per musica, 1707
- Astarto, Dramma per musica, 1709
- Le fenzejune abbendurate, Commedia per musica, 1710
- La Cassandra indovina, Dramma per musica, 1711
- La Cianna, Commedia per musica, 1711
- Lo Masillo Dramma per musica (2. Akt von Michele De Falco), 1712
- La Dafne, Favola pastorale in stile arcadio, 1714
- Oratorium Il faraone sommerso (1709)